# Котов Ілля Ігорович
 Ілля Ігорович Котов — майор Збройних сил України, учасник російсько-української війни, що відзначився під час російського вторгнення в Україну в 2022 році.

## Життєпис
Ілля Котов народився 29 червня 1993 року. Після закінчення загальноосвітньої школи з 2010 року навчався в Академії Сухопутних військ імені гетьмана Петра Сагайдачного, яку закінчив у 2014 року та відразу потрапив на фронт в ході АТО на сході України. Першу декаду перебував у ППД, а після двотижневого бойового злагодження дивізіону, прийняв командування самохідним артилерійським взводом під Амвросіївкою. Потім командував одним із взводів батареї самохідних установок «Мста-С». Відразу молодий випускник Академії Сухопутних військ лейтенант Ілля Котов відзначився у бойових діях з підтримки піхоти неподалік Волновахи. Висунувшись за передній край, офіцер здійснив кілька залпів установками взводу й відійшов. Влучним вогнем вдалося знищити дві та пошкодити одну самохідну артилерійську установку 2С1 «Гвоздика» російських окупаційних військ. Відразу вдалося виконати з того ж самого місця й черговий наказ — стріляти по російський гаубицям Д-30, які вдалося знищити разом із замаскованим складом із боєприпасами ЗС РФ. Крім Волновахи у його бойовій біографії були бої за Савур-Могилу та Іловайськ та інші гарячі точки на Донбасі. З 16 травня 2016 року обіймав військову посаду командира гарматної артилерійської батареї «Гіацинт-Б» гарматного артилерійського дивізіону 26-ї окремої артилерійської бригади імені генерал-хорунжого Романа Дашкевича оперативного командування «Північ» Сухопутних військ Збройних Сил України. В конкурсі на кращу артилерійську батарею Сухопутних військ, що проходив у жовтні 2019 року, капітан Ілля Котов, як командир артилерійської батареї, став найкращий комбатом «Гіацинтів» в Україні.

Це — насправді талановитий офіцер-артилерист. — Йому й калькулятор не потрібен, усі розрахунки Ілля миттєво здійснює подумки. А ще у нього нестандартні підходи до підготовки особового складу. Із кожним він займається індивідуально: з командиром відділення старшого офіцера батареї, обчислювачами, командирами гармат, старшими навідниками, номерами обслуг, командиром відділення управління командира батареї, оператором-топогеодезистом, розвідником-далекомірником, радіотелефоністом і, зрештою, з командирами взводів. І вже потім — групова підготовка, виконання групових нормативів у складі батареї. Це — колосальний труд, але тільки так комбат може досягти успіху, — зазначич начальник штабу дивізіону майор Володимир Русінов.

## Родина
Дружина Тетяна. Діти: донька Анастасія (нар. 2014), син Тимур (нар. 2018).

## Нагороди
- орден Богдана Хмельницького III ступеня (2022) — за особисту мужність і самовіддані дії, виявлені у захисті державного суверенітету та територіальної цілісності України, вірність військовій присязі[2].